# 4e étape du Tour d'Italie 2011
Pour un article plus général, voir Tour d'Italie 2011.
La 4e étape du Tour d'Italie 2011 s'est déroulée le mardi 10 mai 2011 entre  Quarto dei mille à Gênes et Livourne sur une distance de 216 km. L'étape a été neutralisée en hommage à Wouter Weylandt, décédé des suites d'une lourde chute lors de l'étape précédente.

## La course
En raison du décès de Wouter Weylandt survenu après une chute dans la 3e étape, les organisateurs du Giro ont laissé le choix à l'équipe Team Leopard-Trek ainsi que tous les autres coureurs d'interpréter l'étape. Les cérémonies protocolaires et festives organisées à l'arrivée à Livourne ont été annulées, comme ce fut déjà le cas la veille à Rapallo.
L'équipe Team Leopard-Trek a pris la décision, après discussion entre les coureurs, encadrants et membres de la famille de Weylandt, de ne pas se retirer du Giro. L'étape a été neutralisée par les coureurs comme ce fut le cas lors de la 16e étape du Tour de France 1995, le lendemain de l'accident mortel de Fabio Casartelli. Les équipes se sont relayées en tête du peloton tous les 10 km pour maintenir le rythme de l'étape à un niveau soutenu. Les coureurs ont finalement bouclé les 216 kilomètres prévus en un peu moins de six heures.
Les équipiers de Wouter Weylandt ainsi que Tyler Farrar (Garmin-Cervélo) son meilleur ami, ont parcouru les cinq derniers kilomètres sur une ligne devant le reste du peloton, sous les applaudissements solennels du public. L’émotion pouvait se lire sur les visages de la plupart des coureurs.
Au terme de l'étape, les coureurs de l'équipe Team Leopard-Trek ont finalement choisi de se retirer de la course. Avant l'étape, l'Américain Tyler Farrar avait déjà annoncé sa défection pour la suite de cette édition du Giro.

## Classements
À la suite du décès de Wouter Weylandt lors de la 3e étape, cette étape a été neutralisée et courue en son hommage. Aucun point n'a été distribué, ni temps comptabilisé dans les différents classements et les primes de course ont été reversées à sa famille.

## Abandon
Aucun.